# Kalleboeren
Kalleboeren is een spel waarbij met stenen op een doel wordt gemikt, bestaande uit opstaande steen of stapeltje stenen, dat door een der medespelers (de kalleboer) bewaakt wordt.

## Regels
Twee bakstenen worden in tafelvorm op elkaar geplaatst. Hierbij stelt de kalleboer zich op. De andere spelers hebben elk een halve baksteen. Wie werpt en mist moet bij zijn steen gaan staan. Als het doel wordt omgeworpen, moet dit door de kalleboer weer overeind worden gezet, terwijl de anderen intussen hun stenen trachten terug te halen. Zodra het doel weer staat, mag de kalleboer diegenen, die nog niet op hun plaats terugzijn, tikken. Wie getikt is wordt kalleboer.
In Zeeuws-Vlaanderen bestaat de kalle uit een stapeltje van 5 a 6 stenen.
Wie bij de eerste worp het verst van het doel verwijderd is, wordt kalleboer, daarna begint het eigenlijke spel. Staat na de eerste ronde de kal nog overeind, dan plaatst de kalleboer zich er op enige afstand voor. De andere spelers mogen (niet met de hand) hun steen een eind van de kal (in een rechte lijn) verwijderen en dan trachten met de steen naar hun plaats te rennen, zonder te worden getikt door de kalleboer. Hoogtepunt van het spel is het moment dat getikt mag worden. Dit kan ook onmiddellijk na een worp zijn. De kalleboer staat onder het gooien verder achter of naast de kal dan na de ronde, wat de kans getikt te worden voor degene die dadelijk zijn steen tracht terug te halen, verhoogt.

## Varianten
Varianten op het terughalen:
1. De speler vraagt de kalleboer verlof, zijn steen i.e. grashalm of strohalm terug te brengen, zonder de steen met de handen aan te raken. Lukt dit niet dan wordt hij kalleboer, de anderen mogen vrij hun steen terugnemen en opnieuw werpen. Bovendien mag de kalle worden omgeschopt onder het roepen van :”Nieuwe boer, nieuwe kalle”.
2. De boer kan toestaan:
  1. dat de werper zijn steen op het hoofd terugdraagt.
  2. dat de werper de steen op zijn voet neemt en hem in een worp naar de meet terugwerpt. Bij mislukking wordt de werper kalleboer.
3. De kalleboer kan zijn eigen steen op de kalle plaatsen. De speler die deze steen van de kalle gooit, moet kalleboer zijn.